# 太陽のゴール
『太陽のゴール』（たいようのゴール）は、財津和夫の通算6枚目のシングル。

## 背景
表題曲とカップリング曲共にオリジナル・アルバム未収録だが、表題曲である「太陽のゴール」のみ、2009年に発売されたベスト・アルバム『財津和夫の曲たちI 〜究極!財津和夫の名曲ここに集結!!ソロベスト〜』に収録されている。

## 音楽性
表題曲の「太陽のゴール」は、明るさを前面に押し出したアップテンポな楽曲である。

## 収録曲
| 全作詞・作曲: 財津和夫。 |                  |           |            |          |      |
| #                        | タイトル         | 作詞      | 作曲・編曲 | 編曲     | 時間 |
| 1.                       | 「太陽のゴール」 | 財津和夫  | 財津和夫   | 京田誠一 | 4:12 |
| 2.                       | 「ONE AND ONLY」 | 財津和夫  | 財津和夫   | 財津和夫 | 3:38 |
| 合計時間:                | 合計時間:        | 合計時間: | 7:50       |          |      |

## タイアップ
| # | 曲名             | タイアップ                              | 出典 |
| - | ---------------- | --------------------------------------- | ---- |
| 1 | 「太陽のゴール」 | 福岡市民総合スポーツ大会 イメージソング |      |